# 세라다역
세라다역(일본어: 世良田駅)은 일본 군마현 오타시에 있는 역이다. 역 번호는 TI 21이다.

## 역사
- 1927년 10월 1일: 영업 개시.
- 1973년 9월 1일: 역 무인화, 간이 위탁 개시.
- 2006년 3월 18일: 오타 ~ 이세사키 역 구간의 원맨 운전 개시.
- 2007년 3월: 기존 역사 서쪽에 건설된 신역사의 사용 개시.

## 역 구조
섬식 승강장 1면 2선의 지상역으로 간이 위탁역이다. 단거리 승차권을 역 인근 자전거 보관소에서 판매하고 있다. 역사는 선로 남쪽에 있고 승강장은 과선교에서 연결된다.
역사에는 PASMO 대응 간이 개찰기, 승차 증명서 발행기와 화장실이 설치되어 있다.

### 타는 곳
| 번호 | 노선        | 방향 | 행선                                                                                         |
| ---- | ----------- | ---- | -------------------------------------------------------------------------------------------- |
| 1    | 이세사키 선 | 하행 | 이세사키 방면                                                                                |
| 2    | 이세사키 선 | 상행 | 오타・아시카가시・다테바야시・ 도부 스카이트리 라인 기타센주・도쿄 스카이트리・아사쿠사 방면 |

## 역 주변
- 오타 시청 세라다 행정 센터
- 세라다 우체국
- 오지마 공업 단지
  - 산노바
- 세라다토쇼구
- 오타 시립 닛타미소 역사 자료관
- 조라쿠지

## 인접역
| 도부 철도 이세사키 선        | 도부 철도 이세사키 선 | 도부 철도 이세사키 선          |
| ---------------------------- | --------------------- | ------------------------------ |
| TI 20 기자키 다테바야시 방면 |                       | 사카이마치 TI 22 이세사키 방면 |